# 少花黄叶树
少花黄叶树（学名：Xanthophyllum oliganthum）为远志科黄叶树属下的一个种。

## 扩展阅读
- 維基物種上的相關：少花黄叶树